# Peugeot Typ 135

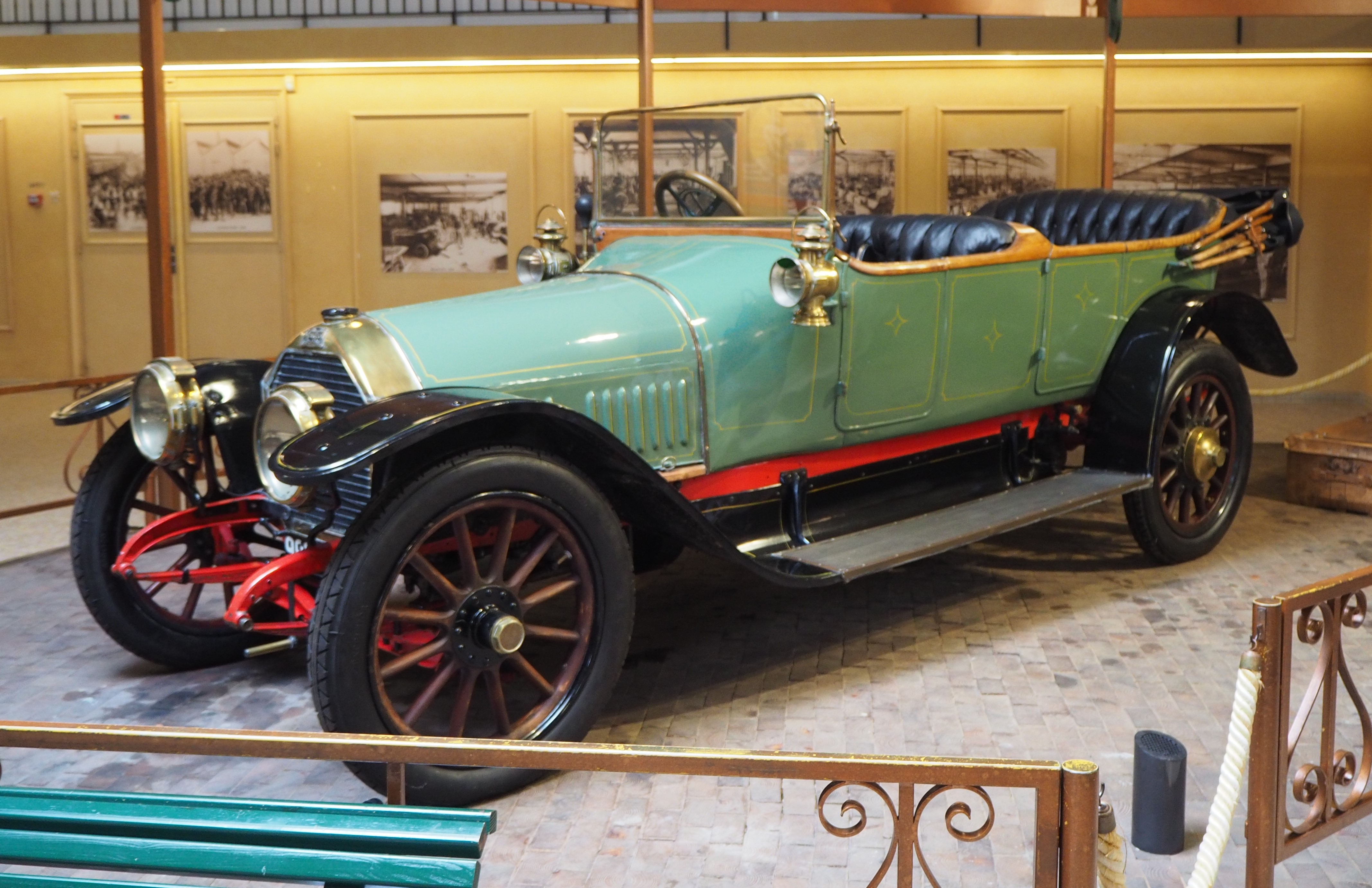
Peugeot Typ 135

Der Peugeot Typ 135 ist ein frühes Automodell des französischen Automobilherstellers Peugeot, von dem von 1911 bis 1912 im Werk Lille 376 Exemplare produziert wurden.
Die Fahrzeuge besaßen einen Vierzylinder-Viertaktmotor, der vorne angeordnet war und über Kardan die Hinterräder antrieb. Der Motor leistete aus 5027 cm³ Hubraum 22 PS.
Es gab die Modelle 135 und 135 A. Bei einem Radstand von 333,1 cm betrug die Spurbreite 145 cm. Die Karosserieformen Coupé-Limousine und Landaulet boten Platz für vier bis fünf Personen.